# Йобст фон Мансфелд-Айзлебен
Йобст фон Мансфелд-Айзлебен (на немски: Jobst von Mansfeld-Eisleben; * 14 април 1558; † 30 декември 1619) е граф на Мансфелд-Айзлебен.
Той е син на граф Йохан Георг I фон Мансфелд-Айзлебен (1515 – 1579) и съпругата му графиня Катарина фон Мансфелд-Хинтерорт (1520/1521 – 1582), дъщеря на граф Албрехт VII фон Мансфелд-Хинтерорт (1480 – 1560) и графиня Анна фон Хонщайн-Клетенберг (ок. 1490 – 1559).
Йобст фон Мансфелд-Айзлебен е от 1561 г. сляп. Той умира на 30 декември 1619 г. на 61 години.

## Фамилия
Йобст фон Мансфелд-Айзлебен се жени 1592 г. за Анна фон Кьонитц († 1637). Те имат пет деца:

- Йохан Георг II фон Мансфелд-Айзлебен (* 15 май 1593; † 10 февруари 1647), женен I. на 6 май 1633 г. в Щолберг за Барбара Мария фон Щолберг (* 1 декември 1596; † 21 март 1636), II. на 2 ноември 1637 г. в Арнщайн за Барбара Магдалена фон Мансфелд-Хинтерорт-Шраплау (* 12 януари 1618; † 25 декември 1696)
- Катарина фон Мансфелд-Айзлебен (* 10 юни 1595; † 6 юни 1620 в Ортенберг), омъжена на 6 юни 1619 г. в Шраплау за граф Хайнрих Фолрад фон Щолберг-Вернигероде-Ортенберг (* 13 юли 1590; † 4 октомври 1641)
- Анна Сибила фон Мансфелд-Айзлебен (* 29 септември 1596; † 20 май 1636)
- Анна Агнес фон Мансфелд-Айзлебен (* 11 ноември 1597; † 24 април 1678)
- Анна Юлиана фон Мансфелд-Айзлебен (* 28 февруари 1599 – ?), омъжена за Янос [у]Ердõди Грóф Пáлфи († 29 май 1646)